# Fumaria sepium
Fumaria sepium là một loài thực vật có hoa trong họ Anh túc. Loài này được Boiss. & Reut. mô tả khoa học đầu tiên năm 1854.